# Mama hat gesagt
Mama hat gesagt ist ein Lied des deutschen Musikerduos SDP aus dem Jahr 2024, in Zusammenarbeit mit der österreichischen Sängerin Esther Graf und dem deutschen Rapper Sido.

## Entstehung und Veröffentlichung
Geschrieben wurde das Lied von den beiden SDP-Mitgliedern Dag-Alexis Kopplin und Vincent Stein (Beatzarre), den beiden Gastinterpreten Esther Graf und Paul Würdig (Sido) sowie den weiteren Koautoren Thilo Brandt und Robin Haefs. Der Text wurde dabei von den beiden SDP-Mitgliedern, Haefs und Sido verfasst; während die Musik ebenfalls von den beiden SDP-Mitgliedern, Brandt und Graf komponiert wurde. Beatzarre zeichnete zudem auch für die Produktion verantwortlich.
Die Erstveröffentlichung von Mama hat gesagt erfolgte als Single am 2. Mai 2024 bei Nur Musik ist schöner. Diese erschien als digitaler Einzeltrack zum Download und Streaming sowie einen Tag später als 7″-Single mit der B-Seite Talentfrei. Am 25. Oktober 2024 erschien es als Teil von SDPs dritten Kompilationsalbums Best Of – 25 Jahre SDP bei Berliner Plattenbau (Katalognummer: 060247523516).

## Inhalt
Der Text erzählt aus der Sicht des lyrisches Ichs, in Anlehnung an die Interpreten selbst, welche sich mit dem Satz „Meine Mama hat gesagt, wenn ich will, kann ich alles werden“ einzeln, in Form einer Erzählung, auseinandersetzen. Dabei werden größtenteils Probleme in der Kindheit mit dem heutigen Werdegang der Sänger vermischt.

## Musikvideo
Das dazugehörige Musikvideo entstand unter der Regie von Timur Bartels und Serge Mattukat. Es zählte bis November 2024 über 16 Millionen Aufrufe auf der Videoplattform YouTube.

## Kommerzieller Erfolg

### Chartplatzierungen
| ChartsChartplatzierungen | Höchstplatzierung | Wochen |
| ------------------------ | ----------------- | ------ |
| Deutschland (GfK)        | 3 (… Wo.)         | …      |
| Österreich (Ö3)          | 19 (45 Wo.)       | 45     |
| Schweiz (IFPI)           | 46 (2 Wo.)        | 2      |

| ChartsJahrescharts (2024) | Platzierung |
| ------------------------- | ----------- |
| Deutschland (GfK)         | 21          |
| Österreich (Ö3)           | 41          |

### Auszeichnungen für Musikverkäufe
| Land/Region        | Auszeichnungen für Musikverkäufe (Land/Region, Auszeichnung, Verkäufe) | Verkäufe |
| ------------------ | ---------------------------------------------------------------------- | -------- |
| Deutschland (BVMI) | Gold                                                                   | 300.000  |
| Insgesamt          | 1× Gold ·                                                              | 300.000  |